# République de Weimar
Pour les articles homonymes, voir Reich allemand et Weimar (homonymie).
9 novembre 1918 – 23 mars 1933
(14 ans, 4 mois et 14 jours)
Entités précédentes :
- Empire allemand

Entités suivantes :
- Troisième Reich (1933)
- Royaume de Belgique (Eupen-Malmedy ; 1920)
- République de Pologne (voïvodies de Poméranie, de Posnanie et de Silésie ; 1919)
- Royaume de Danemark (Jutland-du-Sud ; 1920)
- Ville libre de Dantzig (1920-1939)
- Territoire de Memel (1920-1923)
- Tchécoslovaquie (territoire de Hlučín ; 1920)
- Territoire du bassin de la Sarre (1920-1935)

La république de Weimar (en allemand : Weimarer Republik, /ˈvaɪ.ma.ʁɐ ʁe.pu.ˈbliːk/ ) est le nom donné par les historiens au régime politique en place en Allemagne de 1918 à 1933.
La république allemande est proclamée au cours de la révolution de 1918, le 9 novembre 1918, soit deux jours avant la fin des hostilités de la Première Guerre mondiale. La Constitution de Weimar est adoptée le 31 juillet 1919 et promulguée le 11 août suivant. Weimar, la ville où l'Assemblée nationale constituante rédige la constitution, donne a posteriori son nom à la période historique dans son ensemble. L'État allemand continue durant cette période de porter le nom officiel de Reich allemand (en allemand Deutsches Reich), comme sous l'Empire allemand précédemment.
Il s'agit d'une démocratie parlementaire dirigée par le président du Reich et gouvernée par le chancelier du Reich, nommé par le premier, investi par une majorité des membres du Reichstag et responsable devant cette assemblée. L'histoire de cette république est marquée par de nombreuses tensions et des conflits internes. Ses institutions fonctionnent normalement jusqu'en 1930, date à laquelle le dernier cabinet appuyé sur une majorité parlementaire stable est mis en minorité et se trouve obligé de démissionner, provoquant des élections. À partir de septembre 1930, des cabinets minoritaires de droite soutenus par le président du Reich se succèdent, menant une politique de plus en plus autoritaire.
À la suite de la nomination d'Adolf Hitler comme chancelier le 30 janvier 1933, le renforcement de la politique autoritaire mise en place durant la période de 1930 à 1932, la confiscation progressive du pouvoir politique au profit du NSDAP et la modification des structures politiques entraînent la fin de facto de la république de Weimar — déjà affaiblie par la Dolchstoßlegende — et l'avènement du Troisième Reich. La Constitution de Weimar n'est abrogée officiellement qu'à l'issue de la Seconde Guerre mondiale en 1945, lorsque l'administration quadripartite alliée en Allemagne prend le contrôle du pays.

## Révolution contrôlée: établissement de la république (1918-1919)

Carte de la république de Weimar. L'État libre de Prusse avec ses provinces apparaît en bleu clair.

À partir de 1916, l'Empire allemand est gouverné par les militaires de Oberste Heeresleitung (OHL, commandement suprême de l'armée), avec comme chef d'État-major Paul von Hindenburg qui forme avec Erich Ludendorff un duo désigné sous le nom de dioscures. Lorsqu'il apparaît aux militaires que la guerre est perdue, l'OHL demande qu'un nouveau gouvernement soit formé (le gouvernement civil existait déjà puisqu'au début de la guerre, cela avait été Bethmann-Hollweg ; il avait été remplacé par Michaelis, et ce dernier par Hertling). En octobre 1918, lorsque Ludendorff demande que des contacts soient pris pour un armistice et que le régime devienne parlementaire, Hertling démissionne et est remplacé par le prince Max de Bade.
Le 28 octobre 1918, la constitution de 1871 est amendée pour faire du Reich une démocratie parlementaire, ce qui avait été refusé depuis un demi-siècle : le chancelier est désormais responsable devant le Reichstag et non plus devant l'empereur. Le plan originel de transformer l'Allemagne en une monarchie constitutionnelle paraît bientôt chimérique devant la fièvre révolutionnaire qui secoue le pays. Le pouvoir ne peut tenir face aux soldats et blessés revenant du front. Avec la famine, la violence est omniprésente, des combats se produisent entre groupes rivaux de gauche et de droite.
Le 29 octobre, une insurrection éclate lorsque le commandement militaire, sans consultation du gouvernement, ordonne une ultime sortie à la flotte allemande. Cette manœuvre est sans espoir d'un point de vue militaire et risque de mettre fin aux négociations d'armistice. Les équipages de deux navires de Wilhelmshaven se mutinent. Les militaires arrêtent environ 1 000 marins, déclenchant les mutineries de Kiel, révolte locale qui se transforme rapidement en une rébellion nationale s'étendant aux bassins industriels et aux grands centres urbains d'Allemagne. Des marins, des soldats ainsi que des ouvriers pactisent avec les mutins. Ceux-ci commencent à élire des « conseils ouvriers » qui regroupent ouvriers et soldats sur le modèle des soviets de la révolution russe. Ceux-ci prennent alors le pouvoir civil et militaire dans de nombreuses villes. Le 7 novembre, la révolution atteint Munich, provoquant la fuite du premier monarque des États de l'Empire allemand à abandonner le pouvoir, Louis III de Bavière.
À l'origine, la demande des conseils d'ouvriers est modeste : ils veulent obtenir la libération des marins emprisonnés. À l'opposé de la Russie une année auparavant, ces conseils ne sont pas contrôlés par le parti communiste, qui n'est pas encore fondé. Toutefois, avec l'émergence du régime bolchévique lors de la révolution russe, cette rébellion provoque une grande inquiétude dans les classes supérieures et moyennes. Le pays semble à la veille de devenir une république socialiste.
Les représentants de la classe ouvrière allemande sont eux-mêmes divisés. Les sociaux-démocrates indépendants (USPD) qui tendent à l'instauration d'un système socialiste se séparent des sociaux-démocrates majoritaires (M)SPD. Le reste des sociaux-démocrates (« (M)SPD »), qui soutiennent un système parlementaire, décident de prendre la tête du mouvement et, le 7 novembre, demandent à l'empereur Guillaume II d'abdiquer.
Le 9 novembre 1918, Guillaume II abdique et, le 10, s'enfuit aux Pays-Bas : c'est la fin du Reich impérial,. Le 9, la République est proclamée par Philipp Scheidemann à un balcon du palais du Reichstag à Berlin, prenant de vitesse de quelques heures Karl Liebknecht qui tente le même jour une proclamation d'une république socialiste. Toujours le 9 novembre, le chancelier du Reich, le prince Max von Baden, démissionne et transfère tous ses pouvoirs à Friedrich Ebert, le dirigeant du MSPD, sans qu'il y ait le moindre vote d'une assemblée. Friedrich Ebert, craignant que des extrémistes ne prennent le pouvoir, prend acte de la proclamation de la République par Philipp Scheidemann. Une des hypothèses pour comprendre ce retrait successif du duo constitué par Paul von Hindenburg et Erich Ludendorff, puis du prince Max von Baden en faveur de Friedrich Ebert est la volonté des militaires et de l'aristocratie de ne pas porter aux yeux du peuple allemand la défaite, alors qu'ils sont persuadés désormais que la guerre est perdue.
Le lendemain, un gouvernement révolutionnaire appelé Conseil des commissaires du peuple (Rat der Volksbeauftragten) est créé. Il comprend trois membres du MSPD et trois membres de l'USPD, et est présidé conjointement par Ebert pour le MSPD et par Haase pour le USPD. Bien que ce gouvernement soit confirmé par le conseil ouvrier des travailleurs de Berlin, les spartakistes dirigées par Rosa Luxemburg et Karl Liebknecht, constituant l'aile gauche de l'USPD, s'y opposent.
Friedrich Ebert en appelle alors à un congrès des conseils d'ouvriers et de soldats du Reich (de), dont les membres sont désignés par des conseils locaux et qui a lieu du 16 au 20 décembre 1918. Le MSPD obtient la majorité au sein de ce congrès. Friedrich Ebert réussit à faire tenir rapidement des élections pour former l’Assemblée nationale constituante, afin de mettre en place au plus vite une constitution parlementaire, marginalisant ainsi le mouvement pour l'instauration d'une république socialiste.
Afin de s'assurer un nouveau gouvernement capable de conserver le contrôle du pays, Ebert s'allie avec l'OHL, dirigé par le successeur d'Erich Ludendorff, le général Wilhelm Groener. Ce pacte Ebert-Groener, oral et resté secret pendant plusieurs années, stipule que le gouvernement ne réformera pas l'armée tant que celle-ci jure de protéger le gouvernement. D'une part, cet arrangement symbolise l'acceptation de ce gouvernement par l'armée et rassure les classes moyennes, d'autre part, l'aile gauche considère cet accord comme une trahison des intérêts des travailleurs, et fait de l'armée un groupe conservateur qui aura une grande influence sur le destin de la république de Weimar. Le 11 novembre 1918, l'armistice mettant fin à la Première Guerre mondiale est signé.
L'accord entre les militaires et le nouveau gouvernement marque aussi une des étapes du partage de la classe ouvrière entre le SPD et le parti communiste (KPD) en formation. La rupture devient définitive le 23 novembre 1918 lorsque Ebert fait appel à l'OHL pour mater une mutinerie à Berlin lors de laquelle des soldats prennent le contrôle de la ville et bloquent la chancellerie du Reich. L'intervention brutale fait de nombreux morts et blessés, provoquant l'appel de l'aile gauche à la sécession avec le MSPD qui, de leur point de vue, avait pactisé avec les militaires contre-révolutionnaires dans le but de mater la révolution. L'USPD quitte alors le Conseil des commissaires du peuple après seulement quelques semaines. La scission devient encore plus profonde lorsqu'en décembre, le Parti communiste d'Allemagne (KPD) est fondé par le mouvement spartakiste et d'autres groupes se réclamant du marxisme révolutionnaire.

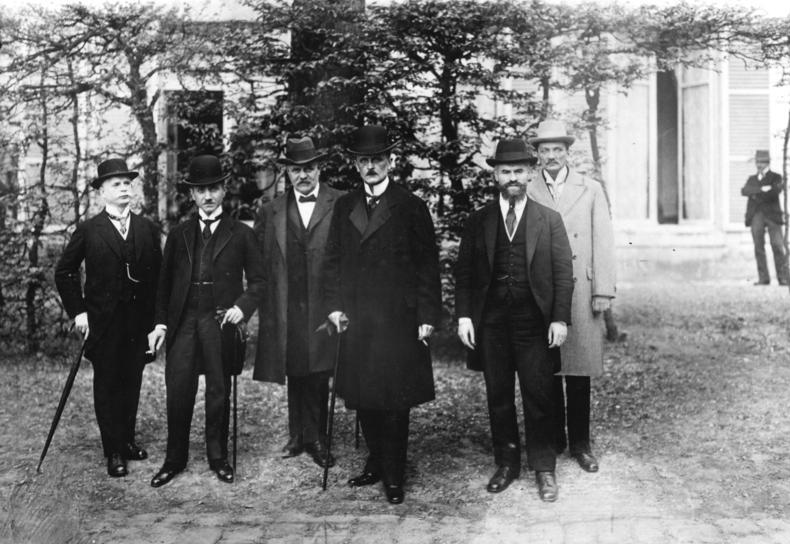
La délégation allemande lors des négociations du traité de Versailles.

En janvier, une nouvelle tentative d'établir un régime socialiste par les travailleurs dans les rues de Berlin est réprimée par les unités d'un Freikorps, un groupe paramilitaire composé de volontaires. Le point de non-retour est atteint le 15 janvier avec l'assassinat de Rosa Luxemburg et Karl Liebknecht,. À la demande d'Ebert, les meurtriers ne sont pas jugés par une cour civile, mais par un tribunal militaire, qui rend des sentences très légères. Le général Walther von Lüttwitz réprime avec ses hommes le soulèvement spartakiste.
Les élections à l’Assemblée nationale constituante ont lieu le 19 janvier 1919. À cette date, les partis de gauche, y compris l'USPD, ne sont pas vraiment organisés, et le KPD a refusé de se présenter aux élections, ce qui mène à une solide majorité en sièges pour les mouvements modérés. À lui seul, le SPD obtient 45 % des suffrages exprimés, ce qui permet à Ebert de devenir le premier Reichspräsident de la république de Weimar. Pour éviter les émeutes en cours à Berlin, l’Assemblée nationale constituante se réunit dans la ville de Weimar, donnant ainsi son nom à la nouvelle république.
Durant les débats à Weimar, les combats continuent. Une « république soviétique », la république des conseils de Bavière, est même déclarée à Munich, mais elle est dissoute en mai 1919 par l'action des Freikorps et d'unités de l'armée régulière, provoquant la poursuite des combats dans le pays. Des combats ont aussi lieu dans les provinces orientales restées fidèles à l'empereur et qui ne souhaitent pas l’avènement d'une république.
Malgré ces tensions politiques, Friedrich Ebert introduit assez rapidement des réformes sociales, comme la journée de travail de huit heures (accords Stinnes-Legien), le suffrage universel pour toute personne âgée de plus de 20 ans, le droit des ouvriers agricoles de s'organiser et l'augmentation des allocations de vieillesse, de maladie et des aides aux chômeurs. Un certain nombre de décrets sont publiés, établissant la liberté de la presse, la liberté religieuse et la liberté d'expression, ainsi que l'amnistie des prisonniers politiques. La protection des travailleurs à domicile est également améliorée et l'offre de logements est augmentée.
Un décret du 23 décembre 1918 réglemente les accords salariaux, établissant qu'un accord salarial conclu dans une branche d'emploi entre l'autorité syndicale compétente et l'autorité patronale compétente a une validité absolue, ce qui signifie qu'aucun employeur ne peut conclure un autre accord de sa propre initiative. En outre, une organisation de tribunaux arbitraux est mise en place pour trancher tous les litiges. Un décret du 4 janvier 1919 oblige les employeurs à réintégrer leurs anciens ouvriers lors de la démobilisation, tandis que des mesures sont élaborées pour protéger les travailleurs contre les licenciements arbitraires. Les travailleurs qui estiment avoir été traités injustement pouvaient faire appel à un tribunal d'arbitrage et, en cas de nécessité, les autorités de démobilisation interviennent. Le 29 novembre 1918, le refus du droit de vote aux bénéficiaires de l'aide sociale est abrogé.
Pendant ce temps, la délégation aux pourparlers de paix signe le traité de Versailles, acceptant d'importantes réductions dans l'armée allemande, le paiement d'importants dommages de guerre, et une clause de responsabilité de la guerre. Ainsi naît le mythe du coup de poignard dans le dos, souvent repris dans les discours politiques. Cette affirmation ne tient pas compte de la situation désespérée des armées germaniques, mais aura un certain succès et sera repris par plusieurs personnalités politiques allemandes dans l'entre-deux-guerres, notamment Adolf Hitler,,.

### Le traité de Versailles
Le traité de Versailles est un élément important de l’histoire de la république de Weimar. Signé, avec de fortes réticences, le 28 juin 1919 dans la galerie des glaces, par une délégation allemande d’un gouvernement d’urgence, ce traité est ratifié par l’Assemblée nationale de Weimar le 9 juillet 1919. Le traité de Versailles revêt ainsi « le maître et le traître mot de la naissance de la république de Weimar en 1919, le nom de la souffrance de l’Allemagne et de son humiliation ».
Avant d’en énumérer les composantes, il est important de remettre la situation en contexte. L’Allemagne est en pleine révolution et le pouvoir politique reste encore très instable, mais le pays fonctionne démocratiquement, plus précisément par vote de l’Assemblée nationale. Elle se bat encore sur le front, mais sa défaite n’est qu’une question de temps. Les Alliés préparent seuls les conditions de paix, et tentent de les imposer dès le 7 mai 1918 à l’Allemagne.
La clause la plus dérangeante du traité se trouve être l’article 231 qui stipule la reconnaissance par l'Allemagne de sa responsabilité dans le déclenchement de la guerre. Les réactions sont alors unanimes en Allemagne : cette clause est tout simplement irrecevable. Le président de l’Assemblée, Philipp Scheidemann, pose une question qui résume bien l’opinion des Allemands sur le sujet : « Comment une main qui s’imposerait et nous imposerait ces chaînes pourrait-elle ne pas se dessécher ? ». La politique impériale est encore défendue ainsi que l’idée que l’Allemagne a droit à un traitement juste et à une signature de traité sans être sous la contrainte. L’Allemagne espère également une paix honorable avec ses adversaires. Néanmoins, le 28 juin 1919, face à l’intransigeance des vainqueurs, l’Assemblée nationale vote pour la signature du traité — par 237 voix « pour » et 138 voix « contre » — grâce à une alliance entre le parti social-démocrate et le Zentrum.
L’historiographie mentionne que le gouvernement accepte de signer le traité parce qu’il n’a pas le choix : l’armée allemande est en pleine déroute, très affaiblie par les multiples offensives des Alliés et le gouvernement veut éviter l’occupation du territoire ainsi que l’éclatement du Reich.
La clause de culpabilité allemande reste cachée à la population.
Le montant des réparations à payer aux pays envahis et saccagés par l'Allemagne n'est pas fixé de suite.
En complément du paiement de dommages de guerre, le pays doit livrer 5 000 camions et locomotives, 15 000 wagons ainsi qu’une partie de sa flotte commerciale. De plus, il doit abandonner une partie de son territoire : l’Alsace-Lorraine, obtenue après la défaite de la France de 1870, lui est restituée ; un État polonais indépendant est reconstitué, provoquant le rattachement à cet État de l'essentiel de la Posnanie et de l'ancienne Poméranie, le territoire entourant la ville de Posen (Poznań) revient aussi à la Pologne, isolant ainsi la Prusse-Orientale ; pour permettre un accès à la mer de cet État polonais, Dantzig est érigée en ville libre avec des garanties pour rendre possible l'utilisation de ce port par les Polonais ; le canton d’Eupen-Malmedy fait désormais partie de la Belgique. L’Allemagne doit en outre renoncer à toutes ses colonies africaines. En tout, l’Allemagne perd environ 14 % de son territoire, et 10 % de sa population. Sous l'aspect économique, cela représente une perte annuelle de 1 million de tonnes de charbon et une baisse de 50 % de sa production de minerai, de 25 % pour le coke et de 13 % pour le blé. De plus, l’armée allemande est réduite à 100 000 hommes et 15 000 marins, et les chars de combat, les sous-marins, les avions et les gaz sont désormais interdits. L’adhésion à la Société des Nations reste également temporairement interdite au Reich.
La signature du traité provoque un mécontentement général dans l'opinion allemande. Les représentants de l’extrême gauche qualifient les sociaux-démocrates, signataires, de « criminels de novembre » (Novemberverbrecher). L’extrême droite qualifie de grand mensonge la reconnaissance de culpabilité. Les violences publiques vont durer jusqu'en 1923. Les dirigeants sont accusés d’avoir trahi le Reich, et Versailles donne naissance à deux problèmes politiques. Premièrement, l’adoption de la responsabilité de guerre pose un problème, car l’Empire, selon la majorité des Allemands, n’est pas responsable du déclenchement de la guerre, du moins pas plus que les autres pays impliqués. Deuxièmement, cette adoption est considérée comme « un coup de poignard dans le dos » (Dolchstoßlegende) à l’armée allemande, qui se bat encore sur le front. En d’autres mots, l’armée semble invaincue sur le champ de bataille, mais est assassinée par ses propres dirigeants politiques, pour une partie significative de l'opinion allemande. Pourtant, l’Allemagne, selon les historiens, n’est pas condamnée à un avenir noir par ce traité ; au contraire, Weimar a de bonnes chances de redevenir une grande puissance européenne. Cependant, le mécontentement est si intense qu’il paralyse gravement la nouvelle république et l’empêche de rompre avec l’ancienne mentalité impérialiste. Bref, l’historiographie mentionne qu’il y a toujours existé un consensus chez tous les partis politiques : il est inadmissible d’accepter le traité de Versailles, et il doit absolument être révisé. De plus, les nationalistes du temps de l'Allemagne weimarienne instrumentalisent la Kriegsschuldlüge et la Dolchstoßlegende. Ceci trouble les institutions de la nouvelle république, à cause de la forte ambition politique de révision du traité de Versailles, renforçant l'atmosphère de crise (sociétale, économique et politique) au sein de la société allemande.

## Nouvelle constitution
L'assemblée nationale de Weimar élit Friedrich Ebert président du Reich le 11 février 1919.
Ce nouveau président du Reich promulgue la nouvelle constitution le 11 août 1919.

### Les Länder membres

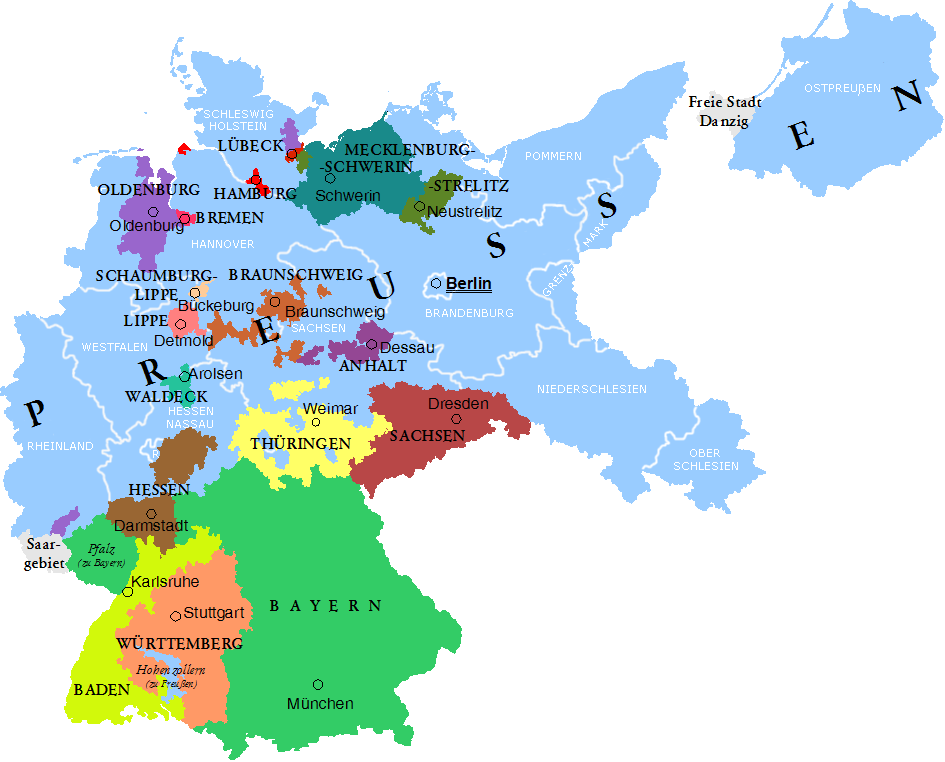
Länder allemands pendant la république de Weimar (en 1925).

| Länder                                | Länder                                                                          | Capitale         |
| ------------------------------------- | ------------------------------------------------------------------------------- | ---------------- |
|                                       | État libre d'Anhalt (Freistaat Anhalt)                                          | Dessau-Roßlau    |
|                                       | République de Bade (Freistaat Baden)                                            | Karlsruhe        |
|                                       | État libre de Bavière (Freistaat Bayern)                                        | Munich           |
|                                       | État libre de Brunswick (Freistaat Braunschweig)                                | Brunswick        |
|                                       | État populaire de Hesse (Volksstaat Hessen)                                     | Darmstadt        |
|                                       | État libre de Lippe (Freistaat Lippe)                                           | Detmold          |
|                                       | État libre de Mecklembourg-Schwerin (Freistaat Mecklenburg-Schwerin)            | Schwerin         |
|                                       | État libre de Mecklembourg-Strelitz (Freistaat Mecklenburg-Strelitz)            | Neustrelitz      |
|                                       | État libre d'Oldenbourg (Freistaat Oldenburg)                                   | Oldenbourg       |
|                                       | État libre de Prusse (Freistaat Preußen)                                        | Berlin           |
|                                       | Saxe-Cobourg et Gotha (Sachsen-Coburg und Gotha) - intégré à la Bavière en 1920 | Cobourg et Gotha |
|                                       | État libre de Saxe (Freistaat Sachsen)                                          | Dresde           |
|                                       | État libre de Schaumbourg-Lippe (Freistaat Schaumburg-Lippe)                    | Bückeburg        |
|                                       | Thuringe (Thüringen) - Depuis 1920                                              | Weimar           |
|                                       | Waldeck-Pyrmont - Intègre la Prusse en 1921/1929                                | Arolsen          |
|                                       | État libre populaire de Wurtemberg (Freier Volksstaat Württemberg)              | Stuttgart        |
| Villes-États                          |                                                                                 |                  |
|                                       | Brême                                                                           |                  |
|                                       | Hambourg                                                                        |                  |
|                                       | Lübeck                                                                          |                  |
| États constituant la Thuringe en 1920 |                                                                                 |                  |
|                                       | État populaire de Reuss (Volksstaat Reuß)                                       | Gera             |
|                                       | Saxe-Altenbourg (Sachsen-Altenburg)                                             | Altenbourg       |
|                                       | Saxe-Cobourg et Gotha (Sachsen-Coburg und Gotha)                                | Cobourg et Gotha |
|                                       | Saxe-Meiningen (Sachsen-Meiningen)                                              | Meiningen        |
|                                       | Saxe-Weimar-Eisenach (Sachsen-Weimar-Eisenach)                                  | Weimar           |
|                                       | Schwarzbourg-Rudolstadt                                                         | Rudolstadt       |
|                                       | Schwarzbourg-Sondershausen                                                      | Sondershausen    |

## Les premières années: conflits internes et difficultés économiques (1919-1923)

### L'agitation politique

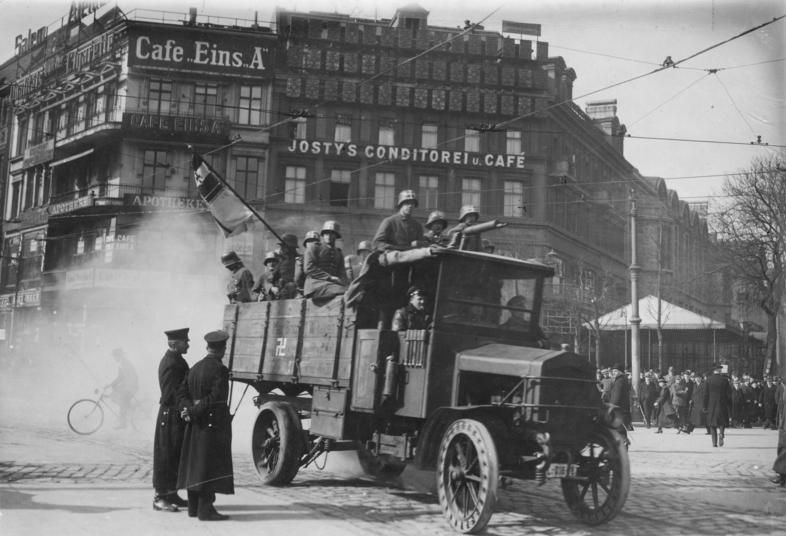
Des troupes du gouvernement Kapp dans les rues de Berlin lors du putsch de 1920.

Dès le début, la République est sous la pression des extrémistes de tous bords. L'extrême gauche accuse les sociaux-démocrates de trahir l'idéal du mouvement ouvrier en s'alliant aux forces de l'ancien régime, au lieu de poursuivre une révolution communiste. La droite conservatrice est opposée au système démocratique et préférerait conserver la monarchie ou l'État autoritaire qu'était l'empire de 1871.
Le 13 mars 1920 a lieu le putsch de Kapp. Des troupes du Freikorps occupent Berlin avec la complicité du commandant militaire de la ville, le général Walther von Lüttwitz, et installent Wolfgang Kapp, un journaliste de droite, au poste de chancelier du nouveau gouvernement. Ebert se retire avec le parlement de Berlin et s'installe à Dresde. La riposte est immédiate, un appel à la grève générale est lancé. Celle-ci est totale et dure quatre jours, bloquant toute l'économie, ce qui oblige Kapp et le Freikorps à se retirer dès le 17 mars. Toutefois, cet épisode illustre la faiblesse du nouveau régime puisque l'armée régulière refuse d'intervenir pour mater le putsch malgré les ordres d'Ebert.
Inspiré par le succès de la grève générale, une révolte communiste se produit dans la Ruhr en mars 1920 lorsque 50 000 personnes forment une armée rouge et prennent le contrôle de la province. L'armée régulière et le Freikorps mettent fin à celle-ci sans avoir reçu d'ordre du gouvernement en avril 1920 après des combats faisant plus de 2 000 morts. D'autre rébellions communistes sont aussi arrêtées en mars 1921 dans la Saxe et à Hambourg. On donne à ces rébellions le nom d’Action de mars.
Le 24 juin 1922, le ministre des Affaires étrangères Walter Rathenau est assassiné par l'Organisation Consul, un groupe terroriste d'extrême droite qui lui reproche sa volonté de se rapprocher des Alliés ainsi que ses origines israélites. Des centaines d'attentats perpétrés par l'extrême droite à l'encontre de personnalités politiques des mouvances modérées ensanglantent les premières années de la république de Weimar et déstabilisent le régime. Dans ce climat tendu, des dizaines de milliers de mineurs polonais venus dans les années 1890 quittent la Ruhr pour se faire embaucher par les industriels français souhaitant relancer leur économie, en raison de leur savoir-faire, ce qui désorganise un peu plus l'économie.
En 1923, la poussée inflationniste provoque de nouveaux troubles. Une armée clandestine, la « Reichswehr noire », qui rassemble en tout 20 000 hommes, tente un putsch, mais est matée en octobre par l'armée régulière. Des vagues révolutionnaires se développent en Thuringe, à Hambourg et en Saxe, mais sont là encore écrasées par l'armée. Le 8 novembre 1923 a lieu une nouvelle attaque contre la république : le putsch de la Brasserie fomenté par Adolf Hitler à Munich. En dépit de l'échec du putsch et son interdiction temporaire, le NSDAP (Parti nazi) fondé en 1920 va devenir l'une des forces principales qui vont conduire à l'effondrement de la république.

### La crise monétaire
L'Allemagne de l'après guerre connaît aussi une crise économique sans précédent dont l'hyperinflation est la caractéristique principale.
En 1923, la République n'a plus les moyens de payer les réparations fixées par le traité de Versailles, et le nouveau gouvernement cesse les paiements. En réponse, la France sous la direction de Raymond Poincaré et la Belgique occupent la Ruhr, la région la plus industrialisée de l'Allemagne. Elles prennent le contrôle des mines et des usines le 11 janvier 1923. L'appel à la grève générale et à la résistance passive pendant 8 mois conduit un peu plus l'économie allemande à l'effondrement.

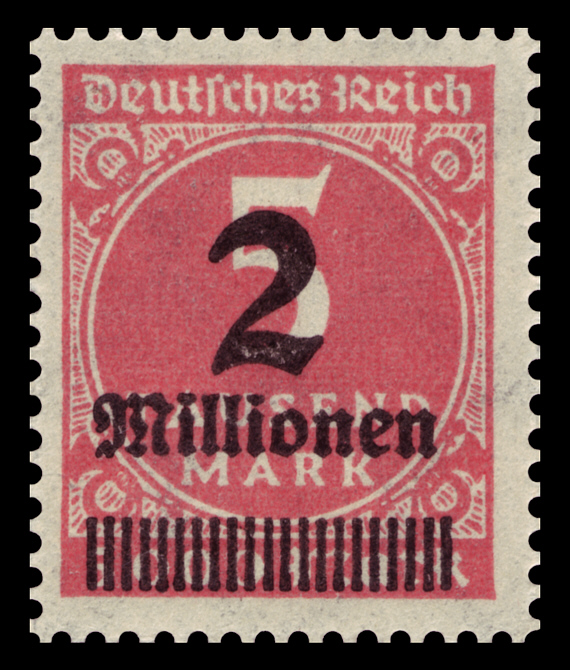
Timbre surchargé en millions de marks pour suivre l'inflation des tarifs postaux.

Bien qu'en grève, les ouvriers demeurent payés par l'État, et pour ce faire, de la monnaie est imprimée en masse, ce qui favorise une hyperinflation. La valeur du mark décline de 4,2 marks par dollar à 1 000 000 (1 million de) marks par dollar en août 1923 puis à 4 200 000 000 000 (4 200 milliards de) marks par dollar le 20 novembre de la même année. L'inflation est telle que les prix changent d'heure en heure et que les ouvriers se font payer une voire deux fois par jour pour s'assurer que leur salaire aura encore de la valeur à la sortie du travail. L'administration des Postes émet des timbres sans valeur faciale, une surcharge avec la valeur du timbre est apposée lors de la mise en circulation de la planche, le coût nominal de l'envoi d'une lettre de 30 grammes est multiplié par six entre le 1er janvier et le 1er juillet 1923 (de 10 marks à 60 marks), puis par 1 500 jusqu'au 20 septembre (l'envoi d'une lettre de 30 grammes revient alors à 100 000 marks), puis par 400 jusqu'au 12 novembre, soit 40 millions de marks ; Le 30 novembre, l'envoi de cette même lettre est nominalement payé 30 milliards de marks. L'apparition du troc (notamment pour se procurer des produits alimentaires) témoigne de la perte de confiance dans la monnaie.
L'hyperinflation n'est pas endiguée pour plusieurs raisons. Tout d'abord, les grandes compagnies industrielles allemandes voient d'un bon œil ce phénomène qui permet d'alléger leurs dettes auprès des banques et d'exporter plus facilement leur production (le Papiermark perdant de la valeur auprès des autres monnaies internationales, les produits allemands deviennent moins chers). Mais l'État allemand porte également une part de responsabilité puisque l'hyperinflation lui permet de combler lui aussi ses dettes et de restaurer ainsi l'équilibre budgétaire.
Le 1er décembre 1923, une nouvelle devise, le Rentenmark, est créée alors que le taux du Papiermark est de 4 200 000 000 000 (4 200 milliards de) marks par dollar. Cette nouvelle monnaie est échangée contre les marks mis en circulation à la période précédente au taux de 1 Rentenmark pour 1 000 milliards de Papiermarks (soit 4,2 Rentenmarks par dollar).
Après l'adoption du plan Dawes, pour le rééchelonnement des dommages, le paiement des réparations peut reprendre et le 17 août 1924 les troupes franco-belges commencent à quitter la Ruhr.

## La stabilisation du régime (1924-1929)

### Le redressement économique

#### L'Allemagne se stabilise
Dans son Allemagne, de 1918 à 1945, l'historien Alfred Wahl parle d'un âge d'or des années 1923-1928, jusqu'à la crise de 1929.

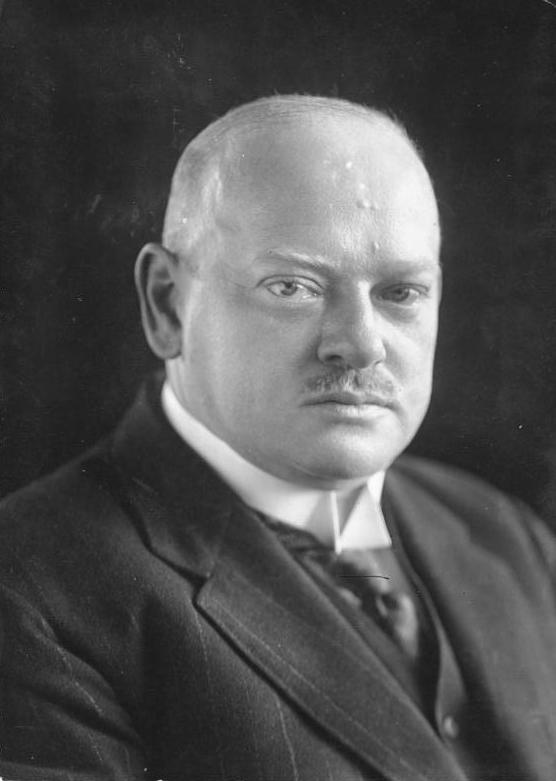
Gustav Stresemann en 1925.

La première action du nouveau chancelier, Gustav Stresemann, déjà citée, est d'introduire une nouvelle monnaie, le Rentenmark, pour arrêter l'hyperinflation qui ronge l'économie et la société allemande. Il est assisté dans son action par le docteur Schacht, directeur de la Reichsbank ainsi que par le ministre des Finances, Hans Luther qui mettent tous les deux en place une banque chargée d'émettre cette nouvelle monnaie, la Rentenbank. Le gouvernement réussit son opération en refusant à plusieurs reprises d'augmenter la masse monétaire, première cause de la spirale inflationniste. En avril 1924, le Rentenmark prend la place au Reichsmark, gagé sur l'or. Afin de poursuivre la stabilisation de l'économie, Gustav Stresemann diminue les dépenses de l'État et augmente les taxes et les impôts.
Durant cette période, est introduit le plan Dawes qui vise à associer le remboursement des réparations de guerre avec la capacité économique de l'Allemagne. Les capitaux américains affluent, dans le sillage du plan Dawes, et des accords sont signés entre entreprises allemandes et américaines, par exemple entre la Standard Oil et IG Farben, ou entre Krupp et General Electric, en 1927.
L'indice de croissance connaît une remontée spectaculaire après la chute des années 1919-1923, pour ensuite stagner à partir de 1928.

### Le retour de l'Allemagne sur la scène internationale
Stresemann, accepte le poste de Ministre des affaires étrangères, le 30 novembre 1923, et le reste jusqu'à sa mort, en octobre 1929. Il impose ses conceptions diplomatiques opportunistes pour permettre au Reich de retrouver rapidement son rang de grande puissance.
Le 16 octobre 1925, les accords de Locarno sont signés entre les représentants allemands, français, anglais et belges. L'Allemagne reconnaît ses frontières occidentales et accepte de saisir en cas de futur litige une convention d'arbitrage qui est instaurée lors des accords. Toutefois, elle refuse de reconnaître ses frontières orientales, car 10 millions d'Allemands vivent à l'est, hors des frontières, et le gouvernement allemand est décidé à défendre leurs intérêts. En contrepartie, Stresemann obtient l'évacuation de la zone de Cologne.
Stresemann conditionne l'entrée de l'Allemagne dans la SDN, à la fin de la référence à la culpabilité de guerre du Reich et à l'obtention d'un siège permanent au Conseil. Il obtient gain de cause sur les deux points, le 10 septembre 1926, date des célèbres discours pacifistes à Genève, le sien et celui d'Aristide Briand, qui inaugurent « l'ère Briand-Stresemann ».
Le rapprochement franco-allemand est d'ailleurs effectif avec la création d'un comité franco-allemand, en 1926, même si son action est victime des préventions trop fortes, entre les deux pays.
Confortant le traité de Rapallo de 1922, le traité germano-soviétique de Berlin, signé le 24 avril 1926, assure la neutralité des deux pays en cas d'agression d'un tiers contre l'un d'eux. Gustav Stresemann compte sur l'URSS pour faire pression sur la Pologne, dont la frontière occidentale est considérée comme une ignominie par les Allemands.

### La république sociale
Le 30 octobre 1923, le chancelier Stresemann légifère, par ordonnance, sur l'arbitrage de l'État en cas de non conciliation entre le patronat et les syndicats, au travers d'un organe comptant deux représentants de chaque partenaire et un président nommé par le gouvernement. Au fil des années, ces arbitrages obligatoires augmentent et profitent aux salariés.
La loi du 16 juillet 1927 transforme l'aide aux chômeurs en une assurance-chômage et crée un office spécial qui a pour objectif de s'occuper de la reconversion et de la formation continue.
Après 1924, le système des assurances englobe tous les membres de la famille. Le montant des retraites est augmenté et les garanties de l'assurance-accident sont étendues, notamment aux maladies professionnelles.

### La république des arts
Le terme d'âge d'or s'applique davantage aux réalisations intellectuelles et artistiques des années 1920. Si, entre 1918 et 1923, l'expressionnisme domine, relayé, à partir de 1923, par le courant de la Nouvelle Objectivité, cet expressionnisme produit encore quelques chefs-d'œuvre, comme le Metropolis de Fritz Lang, en 1927.
Le Bauhaus, institut des arts et des métiers, fondé en 1919, transféré à Dessau, en 1924, s'oriente, à partir de cette époque, vers des projets d'architecture fonctionnelle. Mais après la crise de 1929, les élites traditionnelles rejettent ces mouvements artistiques novateurs qui subiront ensuite par l'arrivée au pouvoir des nazis.
En 1929, la mort de Gustav Stresemann coïncide avec la fin de l'âge d'or de la république de Weimar.

#### Essor de la scène homosexuelle
La scène culturelle et politique homosexuelle allemande, particulièrement visible sous la république de Weimar, est longuement commentée par les témoins contemporains.
La capitale allemande acquiert pendant l'entre-deux-guerres « le statut officieux de capitale homosexuelle, du fait de la notoriété de ses bals travestis, de la diversité de ses lieux de rencontre homosexuels ».

## L'effondrement de la république de Weimar et l'ascension de Hitler (1929-1933)

### Les nouvelles difficultés économiques
À la fin des années 1920, malgré une relative prospérité, l'Allemagne se trouve dans une situation peu stable. Elle est en effet dépendante de l'extérieur à deux niveaux :
- Premièrement, son déficit budgétaire impressionnant (6,5 milliards de dollars) rend indispensable l'importation de capitaux étrangers pour l'investissement dans l'industrie nationale. De plus, environ 40 % de ces capitaux sont des prêts à court terme aux banques allemandes alors que ces dernières les investissent ensuite dans l'industrie nationale sous forme de crédits à long terme. Si le prêt des capitaux étrangers n'est pas renouvelé, les banques se trouvent donc dans l'impossibilité de rembourser leurs dettes ;
- Deuxièmement, même si la balance commerciale est déficitaire, l'Allemagne exporte un tiers de son PIB, ce qui la rend dépendante de la conjoncture internationale. Si le commerce mondial diminue, l'économie allemande en souffre.

Or, la crise de 1929 expose au grand jour les faiblesses de l'économie allemande des années 1920. Dès la fin de 1928, les capitaux provenant de l'étranger, notamment ceux des États-Unis, diminuent. Puis, à partir de 1929, l'affaiblissement du commerce international (provoqué par le ralentissement du commerce américain) se répercute sur le niveau des exportations allemandes qui baissent de 25 % en volume de 1929 à 1932. La Bourse allemande s'effondre, la production industrielle chute de 20 % et le 11 mai 1931, la plus importante banque autrichienne, le Kredit Anstalt, fait faillite.

### Échec des politiques économiques et mécontentement général
Le gouvernement allemand doit donc faire face à une situation de panique bancaire, car les Allemands, n'ayant plus confiance dans les institutions bancaires qui sont au bord de la faillite, se ruent vers les banques pour opérer des retraits massifs. La Danatbank, importante institution de crédits, annonce le 12 juillet 1931 l'impossibilité de régler ses paiements. Le lendemain, le gouvernement de Brüning (« Zentrum ») annonce la fermeture temporaire des banques et des caisses d'épargne pour tenter de calmer les esprits.
L'économie allemande plonge dans la récession (baisse de la production et des prix dans l'industrie et dans l'agriculture) et l'État voit donc ses recettes diminuer (baisse de l'activité, donc baisse des prélèvements fiscaux). Face à ces difficultés, le gouvernement opte pour une politique de déflation et de restauration de l'équilibre budgétaire. En mars 1930, le gouvernement de Brüning (« Zentrum ») augmente les impôts sur les entreprises, ce qui déplaît au patronat puis, en septembre 1931, il baisse les salaires, les prix et les loyers (baisse des salaires dans la fonction publique, réduction des allocations chômage et des prestations sociales, etc.). Le gouvernement décide également de limiter les importations afin de limiter l'endettement extérieur.
Cette politique échoue, le chômage atteint six millions de personnes en 1932, et mécontente tous les citoyens. Lors des élections anticipées du 14 septembre 1930, le KPD et surtout le parti national-socialiste des travailleurs allemands réalisent de bons résultats du fait de leur programme promettant le plein emploi. Le parti nazi comprend alors 375 000 membres.

#### L'armée et la police
La république de Weimar (à la différence de pays comme la France) manque du soutien des forces de l'ordre et de l'armée face à la grave crise sécuritaire et sociale que connaît le pays. En effet, chaque État dit souverain doit pouvoir compter sur des forces de sécurité (armée et police) garantissant sa légitimité, l'application de ses décisions et le maintien de l'ordre face à des forces adverses souhaitant sa destruction. Les plus grandes faiblesses de la république de Weimar tiennent à ses origines.
Depuis la défaite allemande de la Première Guerre mondiale, la proclamation de la république de Weimar et la signature du traité de Versailles (qualifié de Diktat), de nombreux Allemands (et particulièrement l'armée qui considère qu'on lui a volé sa victoire) considèrent les partis démocratiques (SPD, Zentrum, Parti démocrate allemand) pour responsables de la situation que connaît le pays.
Particulièrement, policiers et militaires se montrent sceptiques envers les partis démocratiques (sociaux-démocrates, centristes, libéraux) qui siègent au parlement et au gouvernement. Ce manque de soutien sera flagrant lors du Putsch de Kapp où les forces régulières refuseront de réprimer les insurgés malgré les ordres du gouvernement.
Les graves difficultés budgétaires auxquelles doit faire face le gouvernement contraignent celui-ci à réduire drastiquement les dépenses de l’État. Des coupes sévères touchent la police et l'armée avec des conséquences graves sur le recrutement, la formation, l'avancement, les augmentations de salaire et la modernisation du matériel. Le manque de budget pour les forces de l'ordre et l'absence de volonté politique forte rendent policiers et militaires impuissants et frustrés face à la hausse de la criminalité due à la crise économique et à la violence politique.
Tous ces éléments provoquent un mécontentement généralisé parmi les membres de la police et de l'armée alors que les gouvernements successifs de la république de Weimar sont de plus en plus affaiblis et contestés par l'émergence de nouvelles forces politiques violentes et puissantes comme les communistes (KPD) ou les nazis (NSDAP).

### Arrivée d'Adolf Hitler au pouvoir
L’historiographie offre plusieurs explications de l’arrivée d’Adolf Hitler au pouvoir.
La première thèse est que la crise économique de 1929 est la cause de la prise du pouvoir par le Parti national-socialiste des travailleurs allemands (NSDAP). Cette théorie repose sur le fait qu’avant 1929, le parti nazi est limité à 2,6 % du corps électoral. De plus, Hitler ne trouve preneur, au commencement de la république, que dans les groupes farouchement anti-communistes et ultranationalistes.
Bref, ce n’est qu’avec l’arrivée de la crise qu’Hitler peut accéder au pouvoir. La situation n’est guère enviable en Allemagne à cette époque ; l'industrie étant dépendante de l’extérieur, la crise entraîne un taux de chômage élevé, qui grimpe brutalement entre 1929 et 1932. Les industries du charbon, de l’automobile et de l’acier sont gravement affectées par la baisse de prix et l'accumulation des stocks. Lors de l’hiver 1931-1932, il y a quatorze millions de chômeurs permanents et partiels. Aux élections, Hitler obtient ainsi l’appui des victimes de la crise. Nicolas Patin explique que les nazis mobilisent la « génération des jeunes de l’après-guerre, ceux qui ont subi [à la fois] l’hyperinflation de 1923 et ceux qui sont au chômage en 1929 ». Le milieu des affaires voit en lui le rempart contre la révolution et la progression du parti communiste, et les grands patrons de l’industrie donnent leur appui à Hitler pour qu’il mette fin au désordre.
Le gouvernement en place tente alors d’équilibrer le budget du pays, qui fait face à un déficit depuis 1926, alors qu’une stimulation économique s’avérait nécessaire selon l'exécutif.
La crise politique interne fournit une deuxième explication à la montée en force du nazisme. Le régime parlementaire en place s’avère incapable d’apporter des solutions à la crise économique, et l’opinion publique aspire à un régime fort. Les partis politiques de gauche (SPD et KPD) sont divisés par une querelle entre socialisme et communisme. Le Zentrum ne cherche pas la fin du régime de Weimar, ce qui lui coûta de nombreuses voix.
Le NSDAP profite de cette situation. Il est défini par certains historiens comme un mouvement voulant complètement réformer le Reich (« refonder le Reich sur la base d’une vraie Volksgemeinschaft ») et qui parvient à rassembler tous les mécontents du régime de Weimar. Cette propagande qui répond aux besoins de la population, attire les nationalistes. Néanmoins, le NSDAP exprime rapidement un grand nombre de revendications nationalistes pour le peuple allemand en raison des crises de Weimar, combinées aux bouleversements de la révolution conservatrice, qui ont selon Louis Dupeux donné l’occasion à Hitler et ses amis « de pervertir les aspirations nationalistes » tout en les rendant idéologiquement acceptables par des techniques modernes de propagande et de mise en scène s’appuyant sur les masses. La montée électorale en puissance du NSDAP s’explique aussi par des méthodes modernes de propagande tous azimuts (tracts, films de propagande, radios, etc.) visant à « organiser un mouvement, sorte de microcosme de la société allemande, capable d’accueillir tous les mécontentements ». Le NSDAP rejette la démocratie, et prône l’abolition du plan Young, prolongement du plan Dawes. Dans les années 1950, Lipset écrit, au travers de sa théorie « Fascisme du centre », que, sous l’influence de la crise politique et économique, l'opinion délaisse les partis libéraux pour se tourner vers le seul parti qui semble proposer une solution. En fait, le NSDAP réussit à réunir toute la droite. Bendix a, plus tard, constaté que l’électorat de Hitler était constitué d’une mobilisation des abstentionnistes ainsi que de l’entrée en scène des jeunes électeurs qui étaient déboussolés. En 1980, on avance finalement la thèse que le NSDAP n’était constitué d’aucun profil social d’électeur, qu’il était tout simplement un parti de rassemblement et de protestation du peuple allemand[réf. souhaitée].
Hitler exploite également des failles de la constitution allemande. En fait, Dyzenhaus mentionne que son article 48 facilite la fin du régime, car il permet de se débarrasser légalement d’une opposition démocratique, en l'occurrence le parti social-démocrate. Hitler peut donc accomplir un coup d’État constitutionnel. Cependant, selon Heller, l’interprétation qu’en ont faite les juges peut également être remise en question, car ceux-ci ne se sont pas basés sur les principes fondamentaux du droit et de la démocratie dans leur interprétation.
Il y a également une théorie de la « continuité des élites », qui mentionne que l’ancienne noblesse est restée au pouvoir depuis la chute de la monarchie, et n’aurait pas été remplacée par les républicains. Au début, la noblesse est intégrée au gouvernement par Ebert, car il a besoin d’elle. Par contre, l’influence de la noblesse chute vers la fin de la décennie. Elle s’est donc mise à soutenir le nazisme, car son pouvoir est menacé par la démocratie parlementaire ; Hitler devient le seul espoir des nobles de retrouver le pouvoir. La noblesse seule n’a pas été fatale au régime républicain, mais elle a toutefois contribué à le fragiliser.
Les historiens mentionnent aussi qu’il existe au sein du peuple allemand une culture politique imprégnée de principes autoritaires et de tradition anti-démocratique. De toute façon, le nouveau régime n’a rien fait pour démocratiser l’administration de l’armée et de la justice et ainsi s’engager sur la voie d'une vraie démocratie. Il n’existe aucun sentiment d’appartenance ni de fierté chez les citoyens de la république ; au contraire, le désastreux traité de Versailles lui est associé. Tout au long de la république, le peuple ouvrier s’est détaché de la démocratie et de la république. Tout cela a aussi contribué à la prise du pouvoir par Hitler.
Clemenceau, dans son ouvrage Grandeurs et misères d'une victoire (1929), souligne l'esprit revanchard d'une nation née et éduquée dans l'idée de supériorité militaire. Il démontre que cet esprit de revanche et la volonté de réarmer sont apparus dès le lendemain de la défaite de 1918. Il souligne la violence des propos des intellectuels allemands qui, après la défaite, continuent de défendre le pangermanisme, l'idée d'une grande Allemagne et de « l'Allemagne au-dessus de tout ». Il pressent ainsi une nouvelle guerre favorisée par le pacifisme du reste des nations européennes, devenues moins capables de faire face au bellicisme allemand.

### La fin de la démocratie

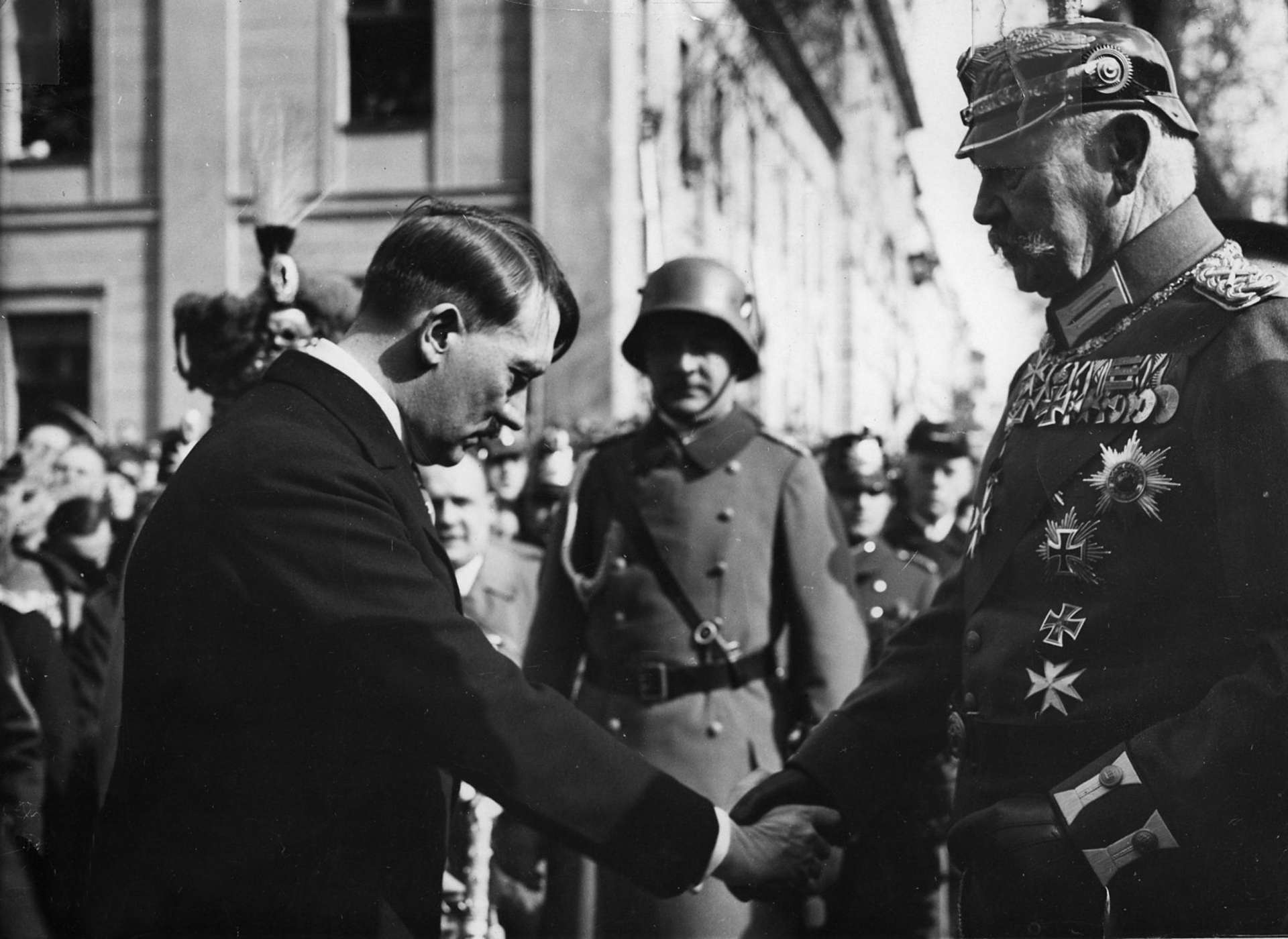
Hitler serrant la main de Hindenburg à Potsdam le 21 mars 1933.

Dès le cabinet Brüning en mars 1930, la démocratie parlementaire n'existe plus et les gouvernements successifs, surtout à partir du cabinet von Papen, ne gouvernent plus que par décret-loi, avec une assise populaire d'environ 10 % des voix et dans une fuite en avant par les multiples dissolutions qui ne font que renforcer le KPD et le NSDAP. Cependant, le cabinet von Schleicher, tout en étant anti-démocratique, cherche à assoir son pouvoir par des réformes sociales et économiques en souhaitant mettre fin à la politique déflationniste et de rigueur des précédents gouvernements. Rapidement désavoué par les élites économiques, dont le président Hindenburg, et laminé en sous-main par von Papen, il est forcé d'abandonner ses réformes et sa volonté de renforcer l'exécutif.
Après de multiples rencontres avec von Papen et les proches du président, Hitler accepte le poste de chancelier le 30 janvier 1933, à condition de procéder rapidement à de nouvelles élections. Les aristocrates pensent alors pouvoir incorporer les nazis pour ensuite les laminer. Ceux-ci ne sont que trois dans le gouvernement : Hitler à la Chancellerie, Frick à l'Intérieur et Göring sans portefeuille, mais ce dernier est nommé ministre de l'Intérieur du Land de Prusse, von Papen étant le Ministre-président. Les autres postes sont occupés par les membres conservateurs et nationalistes, provenant surtout du « cabinet des barons », mais aussi le chef du DNVP et magnat des médias Alfred Hugenberg et le dirigeant du Stahlhelm Franz Seldte. Le 1er février, le Reichstag est dissous. Dès le 4 février, certains journaux socialistes et communistes sont interdits ; de plus, les libertés de réunion et d'expression sont réduites. La campagne électorale du gouvernement est sans limite et dispose des moyens de l'État, dont la radio. Alors que von Papen assure à l'entourage de Hindenburg qu'il a la situation sous contrôle, Hitler utilise les moyens donnés pour être le véritable de chef de gouvernement, et non le pantin de Papen. Le 17 février, Göring assouplit en Prusse les règles d'ouverture du feu par la police, le 22 février, 50 000 SA et SS sont recrutés comme auxiliaires de police. Ils ont alors tous les pouvoirs de police. La violence nazi devient légale, les premiers camps de concentration sauvages sont ouverts. Le 27 février, le bâtiment du Reichstag est incendié par un chômeur communiste néerlandais, peut-être manipulé. Le lendemain, un décret présidentiel, le Reichstagsbrandverordnung, restreint les libertés constitutionnelles.
Hitler accuse les communistes de cet incendie, fait interdire le KPD, et met en place la Schutzhaft, ce qui permet d’arrêter de nombreux antinazis sans recours en justice. Malgré le climat de terreur, les élections du 5 mars 1933 ne donnent que 44 % des sièges pour les nazis au Reichstag. Les nazis doivent donc encore être en coalition pour gouverner ; or, pour gouverner seuls, il faut éliminer le Parlement. Les 81 députés communistes sont arrêtés, ce qui donne au NSDAP la majorité absolue (51 % des sièges, l'effectif total du Reichstag ayant de facto été réduit à 566 sièges, au lieu de 647 auparavant). Le 13 mars 1933, Joseph Goebbels est nommé ministre de l'Éducation du peuple et de la Propagande.
Hitler cherche à passer une « loi d'habilitation » afin de donner au cabinet le pouvoir de légiférer par décrets sans vote ou débat au Parlement et sans intervention du président. Il y a cependant besoin des deux tiers des députés présents, eux-mêmes devant être au moins les deux tiers du Reichstag. Les nazis ont donc besoin du Zentrum avec 73 députés, le Stahlem-DNVP leur étant déjà acquis, pour passer la réforme. Von Papen est à la manoeuvre pour obtenir l'accord du parti qu'il a quitté. Le Zentrum, contre le vote, veut un concordat avec le pape, estimant qu'il s'agirait alors d'une protection contre l'autoritarisme, comme sous Otto von Bismarck avec la Kulturkampf. Les nazis acceptent, le concordat neutralisant politiquement les catholiques et surtout le clergé. La « loi du 24 mars 1933 de réparation de la détresse du peuple et du Reich » lui accorde les pleins pouvoirs par 441 voix contre 92 dans l'opéra Kroll, entouré de SA et de SS, et après une intense propagande par Goebbels pour séduire les conservateurs, notamment le 21 mars à Potsdam, où Hitler est mis en scène avec Hindenburg comme véritable chef national. L'Allemagne sort alors de la démocratie.  
Le 12 novembre 1933, de nouvelles « élections » au Reichstag sont organisées sur une liste unique ne comportant que des nazis qui sont élus avec 92 % de « oui ». Hitler supprime alors les assemblées dans les Länder et dote l’Allemagne d’une administration centralisée.
Conformément à sa stratégie, Hitler accède au pouvoir par la voie légale, sur un programme démagogique et populiste, avec l’aide des partis politiques de la droite et du « Zentrum », comme « rempart » contre le communisme.
Depuis le 14 juillet 1933, le Parti nazi est le seul parti légal ; son emblème et son idéologie sont présents partout. Toute velléité d'opposition est en outre annihilée jusque dans son propre camp à la suite de l'élimination physique — par le meurtre ou l'internement — des personnes susceptibles de s'opposer à Hitler et à ses plus proches partisans : c’est l'épisode de la nuit des Longs Couteaux (du vendredi 29 juin au lundi 2 juillet 1934) probablement permis car Hitler s'est ainsi attiré les faveurs de l’armée au détriment de la milice nationale-socialiste historique, la SA, trop imposante par ses dimensions. Un mois plus tard, le 2 août, le président Hindenburg meurt mais les élections présidentielles sont remplacées par le plébiscite du 19 août, un bouleversement constitutionnel approuvé par près de 90 % des électeurs : Hitler cumule alors les deux fonctions de président de la République et de chancelier ; il se fait désigner sous le nom de Führer. En vertu du « Führerprinzip », il affirme n'être responsable devant personne.
Dès lors, on parle de Troisième Reich, même si formellement la Constitution de Weimar n'a jamais été abrogée par les nazis.